# Фуджи-Мару (273)
Фуджи-Мару (273) — транспортне судно, яке під час Другої світової війни брало участь у операціях японських збройних сил на Тихому океані.
Малі вантажні судна («морські вантажівки», sea truck), до яких належало «Фуджи-Мару», активно використовувались японським командуванням для каботажних перевезень до баз, наближених до лінії фронту (невеликі розміри та незначна вантажоємність таких суден зменшували ймовірність того, що їх рух приверне увагу ворожих сил).
27 вересня 1943-го «Фуджи-Мару» перебувало в районі Веваку — головного японського гарнізону на північному узбережжі Нової Гвінеї. В цей день американські бомбардувальники В-24 та винищувачі Р-38 атакували поблизу Веваку й потопили кілька суден, серед яких опинилось і «Фуджи-Мару».